# Krzysztof Anuszkiewicz
Krzysztof Anuszkiewicz (ur. 10 kwietnia 1962 w Olecku) – polski związkowiec, inżynier chemik, działacz społeczny, poseł na Sejm III kadencji.

## Życiorys
Ukończył w 1987 studia na Wydziale Chemicznym Politechniki Gdańskiej.
Był etatowym działaczem NSZZ „Solidarność”. Pełnił funkcję wiceprzewodniczącego Regionu Pojezierza, w 1989 współorganizował struktury związku w augustowskiej stoczni jachtowej. Zajmował też stanowisko redaktora naczelnego lokalnego pisma „Przegląd Augustowski”.
W latach 1997–2001 sprawował mandat posła na Sejm III kadencji, wybranego w okręgu suwalskim z listy Akcji Wyborczej Solidarność. Od 1998 należał do Ruchu Społecznego AWS. W 2001 bez powodzenia ubiegał się o reelekcję. W okresie 1998–2002 był radnym i przez część kadencji także przewodniczącym rady powiatu augustowskiego. Pełnił obowiązki kierownika Środowiskowego Domu Samopomocy w Augustowie.
Objął stanowisko prezesa zarządu lokalnego Stowarzyszenia Inicjatyw Społeczno-Gospodarczych im. Króla Zygmunta Augusta.
W 2013 otrzymał Srebrny Krzyż Zasługi.